# Triastès

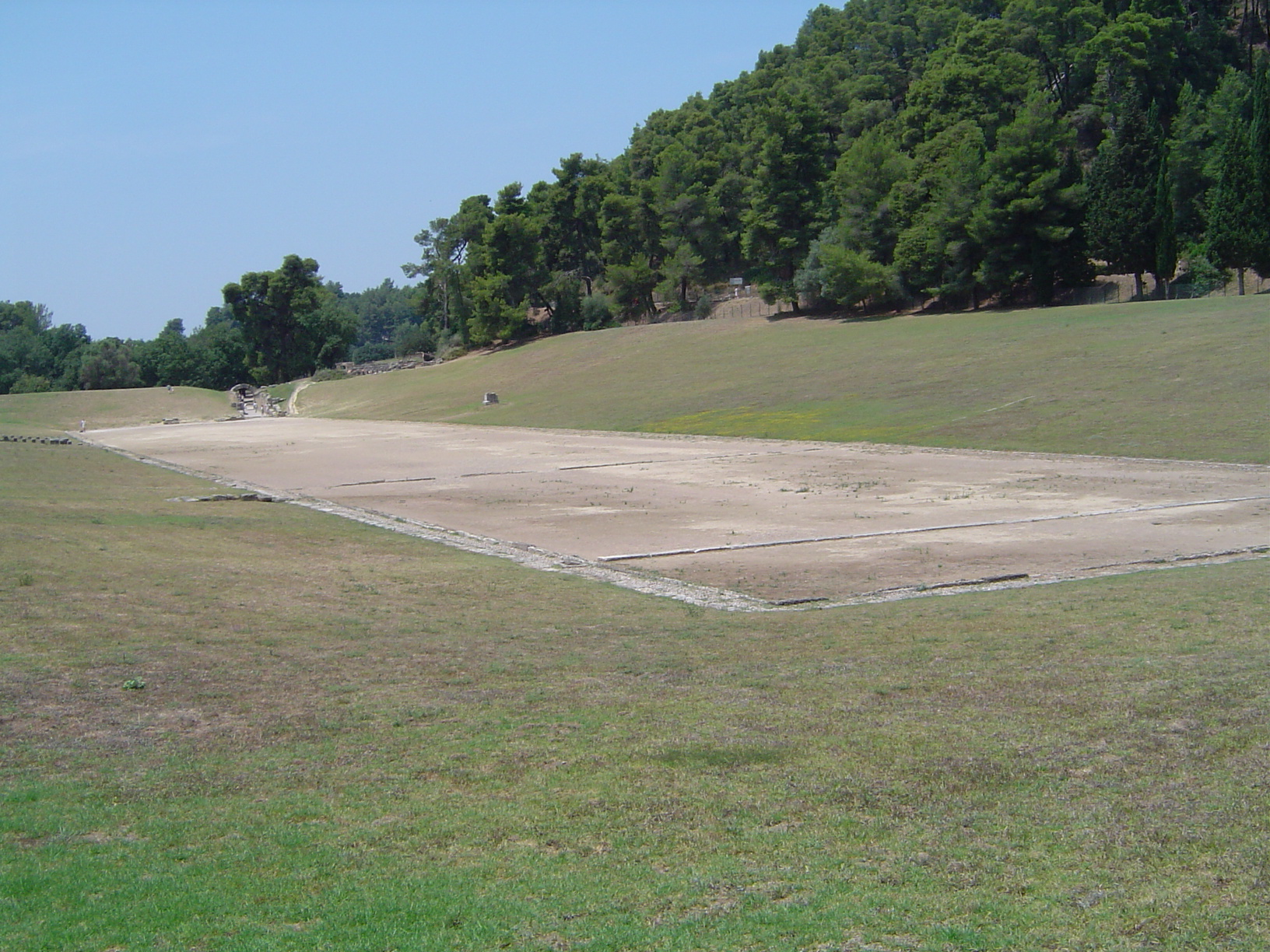
Le stade d'Olympie.

Le titre de triastès (grec ancien : Τριαστής) était accordé à un athlète de la Grèce antique ayant remporté trois victoires au cours des mêmes jeux.
Huit seulement (tous des coureurs) sont connus pour les Jeux olympiques antiques :
- Phanas de Pellène : stadion d'une longueur d'un stade (environ 192 m), díaulos (double stade, soit environ 384 m) et course en armes lors des 67e Jeux olympiques, en 512 av. J.-C. Il fut le premier athlète à réaliser cet exploit[2].
- Astylos de Crotone : stadion, diaulos et hoplitodromos lors des 75e Jeux en 480 av. J.-C.[3],[4].
- Léonidas de Rhodes : stadion, diaulos et hoplitodromos lors des 154e en 164, 155e en 160, 156e en 156 et les 157e jeux en 152 av. J.-C.[5],[6] : il fut longtemps (jusqu'à Michael Phelps aux Jeux modernes de Rio en 2016) le seul athlète à compter 12 victoires olympiques.
- Nicoclès d'Acriae : probablement diaulos, hoplitodromos et dolichos (course de fond) aux 170e Jeux olympiques en 100. Il est aussi triastès (stadion, diaulos et hoplitodromos) aux Amphiaraeia d'Oropos (à une date inconnue)[7].
- Hécatomnos : stadion, diaulos et hoplitodromos lors des 177e Jeux olympiques, en 72 av. J.-C.[8].
- Politès de Kéramos : stadion, diaulos et dolichos lors des 212e Jeux olympiques en 69 ap. J.-C.[9].
- Hermogénès de Xanthos : stadion, diaulos et hoplitodromos lors des 215e et 217e Jeux olympiques, en 81 et 89 ap. J.-C.[10],[11],[12].
- Aelius Granianus de Sicyone : diaulos, hoplitodromos et pentathlon lors des 229e Jeux olympiques, en 137 ap. J.-C.[13],[14].

Le lutteur Kleitomachos de Thèbes fut triastès (lutte, pugilat et pancrace) aux Jeux isthmiques à la fin du IIIe siècle av. J.-C..

## Sources
- (en) Mark Golden, Sport in the Ancient World from A to Z, Londres, Routledge, 2004, 184 p. (ISBN 0-415-24881-7).
- (en) David Matz, Greek and Roman Sport : A Dictionnary of Athletes and Events from the Eighth Century B. C. to the Third Century A. D., Jefferson et Londres, McFarland & Company, 1991, 169 p. (ISBN 0-89950-558-9)
- (it) Luigi Moretti, « Olympionikai, i vincitori negli antichi agoni olimpici », Atti della Accademia Nazionale dei Lincei, vol. VIII,‎ 1959, p. 55-199.